# Icarus (rivista)
Icarus è una rivista scientifica dedicata al campo delle scienze planetarie. È pubblicata sotto le indicazioni della Division for Planetary Sciences (Divisione per le scienze planetarie, DPS) dell'American Astronomical Society. È stata a lungo pubblicata dall'Academic Press, oggi parte di Elsevier. La rivista raccoglie articoli che trattano di astronomia, geologia, meteorologia, chimica, biologia e altri aspetti relativi al Sistema solare o a sistemi extrasolari.
Fondata nel 1962, divenne affiliata alla DPS nel 1974. Carl Sagan ne è stato curatore dal 1968 al 1979. L'incarico è poi passato a Joseph A. Burns (1980–1997) e Philip D. Nicholson (1998–oggi).
La rivista trae il proprio nome dal mitologico Icaro; la copertina di ogni numero riporta un'estesa citazione di Arthur Eddington che eguaglia l'avventurosità di Icaro con il ricercatore scientifico, che «porta le proprie teorie al punto di rottura finché i punti deboli non si spacchino».